# New 3D Golf Simulation: Harukanaru Augusta
 (octobre 2019).
Si vous disposez d'ouvrages ou d'articles de référence ou si vous connaissez des sites web de qualité traitant du thème abordé ici, merci de compléter l'article en donnant les références utiles à sa vérifiabilité et en les liant à la section « Notes et références ».
New 3D Golf Simulation: Harukanaru Augusta (遥かなるオーガスタ) est un jeu vidéo de golf sorti en 1991 sur Super Nintendo, puis en 1993 sur Mega Drive. Le jeu a été développé et édité par T&E Soft. Il est sorti uniquement au Japon.